# Leucopsacus
Leucopsacus is een geslacht van sponsdieren uit de klasse van de Hexactinellida.

## Soorten
- Leucopsacus distantus Tabachnick & Lévi, 2004
- Leucopsacus ingolfi Burton, 1928
- Leucopsacus orthodocus Ijima, 1898
- Leucopsacus scoliodocus Ijima, 1903